# Investidura
Investidura (preposição in e verbo vestire, "vestir", de vestis, "manto") significa a instalação formal de alguém (herdeiro, candidato eleito) em um cargo público formalmente dando-lhe uma "insígnia". O termo é normalmente reservado para oficios formais de Estado, da aristocracia e da igreja.
Na investidura da Idade Média foi a cerimónia de um feudo para um suserano ao vassalo. O senhor investia o vassalo com um feudo, dando um símbolo da terra ou do cargo transmitido em troca de um juramento de fieldade. Desde os tempos feudais e da idade média até hoje, o termo tem sido utilizado no direito eclesiástico para se referir a um clérigo que recebe os símbolos do mandato espiritual, como o anel pastoral e a mitra, significando a transferência do cargo.
Para o Direito Administrativo, investidura é a alienação aos proprietários lindeiros de área pública remanescente ou resultante de obra pública, que não mais interessa à Administração (inaproveitável isoladamente), por preço nunca inferior ao da avaliação e desde que não ultrapasse a 50% de R$ 80.000,00 (art. 17, §3º, I da Lei 8666/93), ou a alienação aos legítimos possuidores diretos ou na falta deles, ao Poder Público, de imóveis para fins residenciais construídos em núcleos urbanos anexos a usinas hidrelétricas, desde que considerados dispensáveis na fase de operação dessas unidades e não integrem a categoria de bens reversíveis ao final da concessão (art. 17, §3º, II da Lei 8666/93). Ex: Poder Público constrói núcleos urbanos em volta das usinas hidrelétricas. Depois de construída a usina pode vender àquelas pessoas, pois não há mais interesse naquela área.

## Controvérsia das Investiduras
A investidura leiga era a nomeação de bispos, abades e outros oficiais da Igreja por senhores feudais e vassalos. O governante secular geralmente investia o eleito/nomeado com a insígnia de seu cargo eclesiástico, enquanto o papa coroava imperador do Sacro Império Romano (eleito pelos príncipes alemães eleitores).
A questão de quem deveria investir (nomear) foi objeto de um conflito entre a Igreja Católica (principalmente o papado) e o Estado (principalmente o Sacro Império Romano), durante a Idade Média na chamada "controvérsia da investidura leiga".